# Tüschenbroich
Tüschenbroich ist ein Ortsteil der Mittelstadt Wegberg im Kreis Heinsberg im Bundesland Nordrhein-Westfalen.

## Geographie

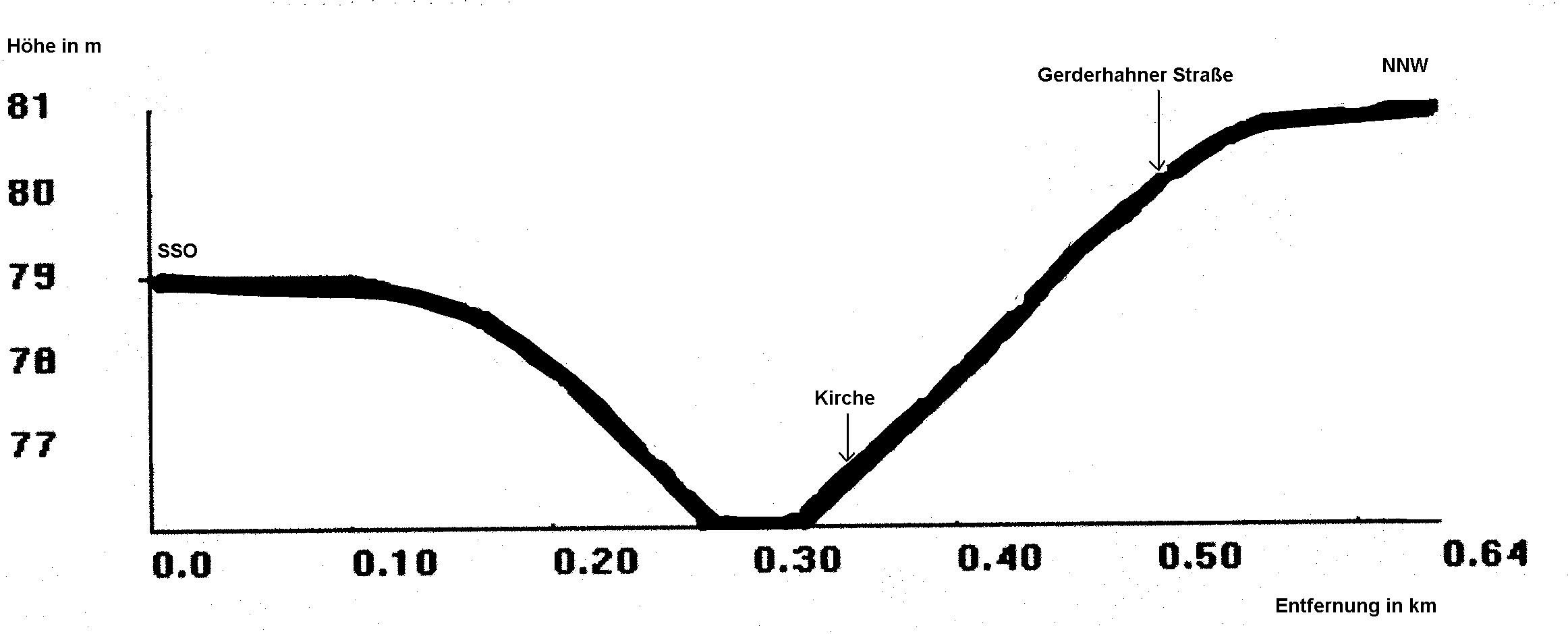
Stark überhöhtes NNW-SSO-Profil durch die Ortsmitte von Tüschenbroich

Tüschenbroich liegt südwestlich der Stadt Wegberg im Bereich der fluviatilen Sedimente der Schwalm-Nette-Platte, einer Teillandschaft des Niederrheinischen Tieflandes und im internationalen Naturpark Maas-Schwalm-Nette. Überregional bekannt ist es durch die Tüschenbroicher Mühle, einem früher beliebten Ausflugsrestaurant, das am Tüschenbroicher Weiher und Schloss Tüschenbroich liegt. Der Ort liegt in einem schwach ausgeprägten Tal {vgl. das nebenstehende Profil} eines der Schwalmzuflüsse, der aber heute weitgehend verrohrt ist und erst am Ende des Dorfes zu Tage tritt (in der Topographischen Karte von Wegberg {Ausgabe 1954} ist dieser Zufluss allerdings noch zu erkennen). Angeblich existieren drei Quellen im Ortsbereich: eine unter der Kirche, eine im Bereich der ehemaligen Schule und eine im Bereich des ehemaligen Altenpflegehauses.
Das langgestreckte waldhufenartige Dorf beginnt im Südwesten bei einer Höhe von ca. 81 m und endet nach ca. 1 km im Nordosten auf einem Niveau von ca. 75 m. Weite Teile des niederrheinischen Tieflandes – also auch das Gebiet um Tüschenbroich – lagen während der ältesten Eiszeit (Altpleistozän) im Einzugsgebiet von Rhein und Maas, die eine sehr viel größere Breite als heute aufwiesen und erhebliche Mengen von Kies und Sand ablagerten: Dieses Material wird als Hauptterrasse bezeichnet. Auf dieser Hauptterrasse lagerte sich in späteren Eiszeiten feinkörniges, äolisches Material (Flugsand, Sandlöß, Löß) aus den ausgedehnten Schotterflächen dieser eiszeitlichen Flüsse (Rhein/Maas) ab. Sie wurden durch westliche und nordwestliche Winde ost- bzw. südostwärts befördert. Das gröbere Material blieb im deutsch-niederländischen Grenzstreifen liegen, der feiner gekörnte Sandlöß gelangte etwas weiter (z. B. in den Raum um Tüschenbroich), und schließlich lagerte sich in Richtung Erkelenz der echte Löß ab, der aus feinsandigem bis stark feinsandigem Lehm besteht. Dies erklärt auch, dass der nördlich der Straße „In Tüschenbroich“ liegende Teil Tüschenbroichs der Hauptterrasse (Sandiger Kies des Elsterglazials (=Elstereiszeit)) und der daran anschließende Teil im Süden von Tüschenbroich, der durch feinsandigen Lehm und lehmigen Feinsand auf sandigem Kies der Hauptterrasse gekennzeichnet ist, geologisch der Weichselvereisung zugeordnet wird. Im direkten Bereich der Straße „In Tüschenbroich“ liegen im Wesentlichen holozäne Sedimente vor.
Das kiesige Material der Tüschenbroicher Böden setzt sich aus Gesteinen des Rhein- und Maaseinzugsgebietes zusammen. Es sind vor allem Quarzite, Kieselschiefer, Tonschiefer, Sandsteine und Feuersteingerölle tertiären, mesozoischen und devonischen Alters. Eruptivgesteine des Siebengebirges, der Eifel und des Lahngebietes wie auch Porphyrite aus dem Flussgebiet der Maas sind seltener zu finden. Die charakteristischen hellgrauen, dunklen oder auch braunen, unregelmäßig geformten, kavernösen Feuersteine entstammen der Oberen Kreide des Ardennen-Randes von Aachen bis Maastricht. Eine gewisse Rolle spielen wegen der räumlichen Nähe auch noch Triassische Gesteine vom Eifelrand; besonders rote Sandsteine (Buntsandstein). Die abgerundeten Formen der Gesteine in den Tüschenbroicher Böden deuten eindeutig auf eine Aufschüttung durch Fließgewässer hin (Rhein/Maas).
Im Uhrzeigersinn liegen um Tüschenbroich die Orte Brunbeck, Broich, Watern, Uevekoven, Grambusch, Dieker Hof, Geneiken. Die drei letztgenannten gehören zur Stadt Erkelenz.
Östlich von Tüschenbroich liegt der Tüschenbroicher Wald mit dem Tüschenbroicher Schloss, der Ölmühle und dem Schanzer Hof. Hier findet sich auch das Quellgebiet der Schwalm.
Im Westen führt die Landstraße von Schwanenberg nach Arsbeck am Dorf vorbei. Westlich liegt auch der Gewerbe- und Industriepark Wegberg-Wildenrath, ehemals ein RAF-Flugplatz.
Der Ort besteht hauptsächlich aus der Straße „In Tüschenbroich“, früher „Dorfstraße“. Alle Abzweigungen heißen ebenso. An den Kreuzungen sind nur die Hausnummern angegeben, die in den Stichstraßen liegen. Grundstücke, die nur über die nördlich des Orts verlaufende Umgehungsstraße (landläufig als Grenzlandringzubringer bezeichnet) erreichbar sind, tragen die Bezeichnung „Gerderhahner Straße“. Kulturelles Zentrum des Dorfes ist die Kirche mit Pfarrheim. Daran grenzen die vom Schieß-Sport-Verein Tüschenbroich 1972 e. V. betriebene Schießhalle sowie ein Spielplatz und ein Sportplatz an. Hier trägt der Fußballverein Tüschenbroich United seine Spiele in der Dorfliga sowie Freundschaftsspiele aus.
Im Jahr 2024 lebten in Tüschenbroich 451 Personen.

## Geschichte

„Mairie de Tuschenbroich“ um 1806

Wie fast überall im Erkelenzer Land lassen sich die Anfänge menschlicher Besiedlung auch im Raum Tüschenbroich bis in vorgeschichtliche Zeiten zurückverfolgen. Da aus dieser Zeit keine schriftlichen Urkunden vorliegen, dienen Bodenfunde – v. a. Werkzeuge aus Stein und keramische Erzeugnisse – als Hinweise einer solchen Besiedlung. Friedel Krings geht 1955 noch davon aus, dass die früheste Besiedlung auf die Jungsteinzeit (Neolithikum) zu datieren ist, da am Nordhang der flachen Schwalm-Quellmulde zwischen Tüschenbroich und Brunbeck aus dieser Epoche mehrere Bruchstücke von Beilen, Feuersteinabsplissen und ein roh aus Feuerstein zugeschlagenes und noch nicht geschliffenes Beil gefunden wurde. Er geht nach Rücksprache mit dem damaligen Tüschenbroicher Lehrer Schaffrath weiter davon aus, dass dort eine vorgeschichtliche Werkstätte gelegen hat.
Etwas nordwestlich des Dorfes (nicht weit von den oben beschriebenen Fundorten entfernt) wurde 1988 bei der Kartoffelernte ein offenbar noch deutlich älterer, mittelpaläolithischer (mittlere Altsteinzeit) Faustkeil aus Feuerstein gefunden. 2 weitere mittelpaläolithische Fundstücke wurden von Tüschenbroicher Landwirten zwischen Tüschenbroich und Klinkum gefunden. Laut Krings muss man sich die steinzeitlichen Siedlungen am hochwassersicheren Terrassenrand vorstellen, wobei diese alten Siedlungsplätze durch die viertausend Jahre währende, intensive Bewirtschaftung vermutlich zerstört wurden: Nur die Steinwerkzeuge überlebten diese Zeiten.
Für das Dorf Tüschenbroich kann die Zeit der Entstehung – so wie bei fast allen niederrheinischen Waldhufensiedlungen – nicht genau angegeben werden, da die urkundlichen Erstnennungen sehr spät liegen und daher wenig über die Zeit der Entstehung aussagen. Urkundlich wurde die Siedlung erstmals als Thuschinbroc 1172 erwähnt. Tüschenbroich gehörte zu Wassenberg und später zum Herzogtum Jülich. Hier bildete es eine Unterherrschaft, die sich im Besitz wechselnder Adelsfamilien befand. 1624 kaufte Franz von Spiering die Unterherrschaft Tüschenbroich zum Preis von 24.200 Reichstalern. Nachdem die zur Unterherrschaft Tüschenbroich gehörende, ursprüngliche Burganlage im Dreißigjährigen Krieg zerstört worden war, ließ Franz von Spiering das heutige Wasserschloss erbauen. Es bildete mit Mühle und Ulrichskapelle den Mittelpunkt der Tüschenbroicher Herrschaft. Bis zum Einmarsch der französischen Revolutionstruppen 1794 verblieb das Dorf im Eigentum dieser Familie.
Nach 1794 wurde Tüschenbroich mit dem jülichschen Wegberg zu einer Gemeinde zusammengefasst. Diese wurde 1801 durch den Frieden von Lunéville Bestandteil Frankreichs und lag im Kanton Erkelenz, Département de la Roer.
1815 gelangten beide Ortsteile an Preußen, aber erst 1820 wurden sie zur Bürgermeisterei Wegberg vereint.
„Im Jahre 1828 starb die männliche Linie derer von Spierings aus. Das Schloss erbte Ida Natalie von Spiering, geb. 1812.“
"Am 20. Oktober 1834 verkaufte daraufhin Otto Kauwerz als Spezialbeauftragter der Ida Natalia Auguste v. Spiering, der Erbin von Tüschenbroich und Doveren, nach ihrer Hochzeit mit dem württembergischen Grafen Friedrich von Dillen alle ihre in der preußischen Rheinprovinz gelegenen Güter an den Erkelenzer Notar und Gutsbesitzer Hermann Josef Gormanns für 92.000 preußische Taler. Diese Besitzungen umfassten gemäß der Erbteilung vom 6. September 1832 unter anderem die vormalige Herrschaft Tüschenbroich mit Schloss, Mühlen, Teichen, Höfen, Äckern … Gormanns wurde durch den Kauf des Rittergutes Tüschenbroich landtagsfähig. Zehn Jahre nach dem Erwerb erhielt er das passive Wahlrecht als Vertreter der Ritterschaft für den preußischen Provinziallandtag im Regierungsbezirk Aachen-Düsseldorf. Von Hermann Joseph Gormanns, der unverheiratet war, erbte 1860 die Familie des Justizrates Jungbluth den Besitz und von dieser die Familie Krapoll, die Schloss Tüschenbroich noch heute bewohnt."
1876 wurde das Schloss nach starken Sturmschäden erneuert.

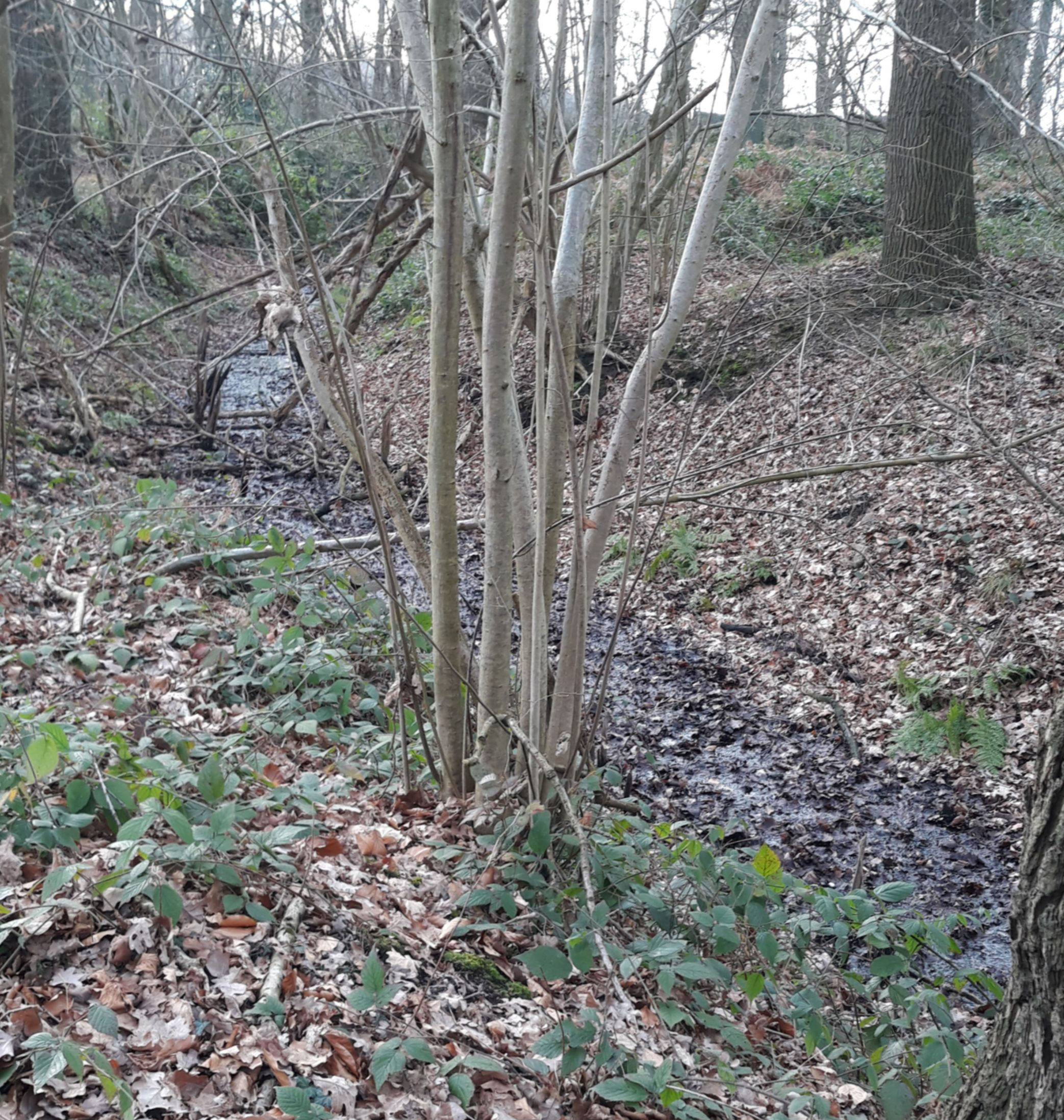
Teil der Grabenanlage in Tüschenbroich, die die Motte des Dursdaler Hofes umgab

Am östlichen Ende Tüschenbroichs, auf der rechten Seite des Tüschenbroicher Baches (der auch als Fußbach bezeichnet wird) ist in den Karten eine Grabenanlage (Grabenanlage Dürselen – Motte) als Bodendenkmal eingezeichnet. Der Dürselener Hof lag in der sumpfigen Niederung (Koordinaten: 51.11952, 6.25838). Die Gräben der kreisförmigen Anlage mit 70–80 Metern Durchmessern sind 3 bis 6 Meter tief. Dieser „Rabeiths Hof zu Durssdal“ (1527) war sogar zum Holzeinschlag am Meinweg berechtigt, heute ist er verschwunden. Er wurde in der Steuerliste von 1397 unter „Rabert van Dursdale“ aufgeführt. In der Tranchot-Karte ist er 1806 noch zusammen mit der kreisförmigen Grabenanlage eingezeichnet – in der Topographischen Karte TK25 von 1844 aber nicht mehr.

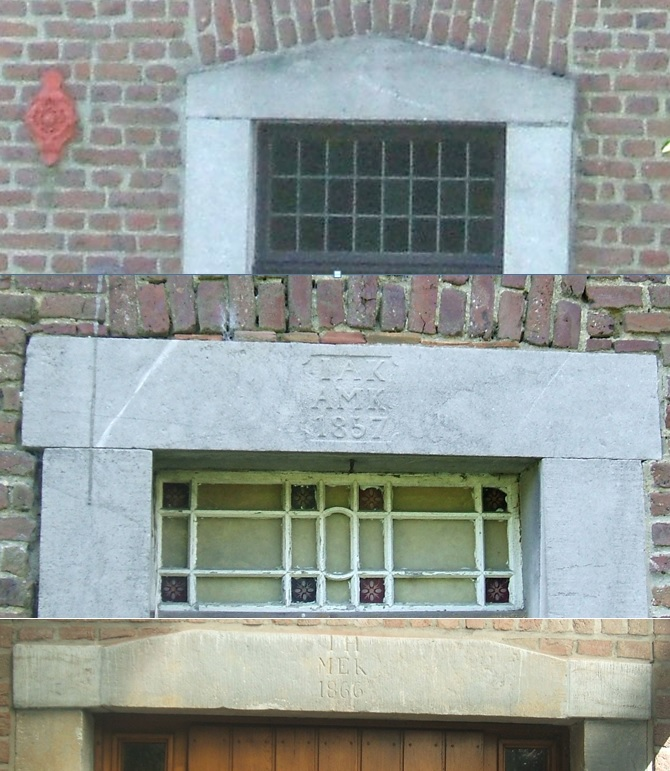
Klassizistische Gewände findet man noch häufig an zahlreichen Tüschenbroicher Häusern, die Mitte des 19. Jh. erbaut wurden

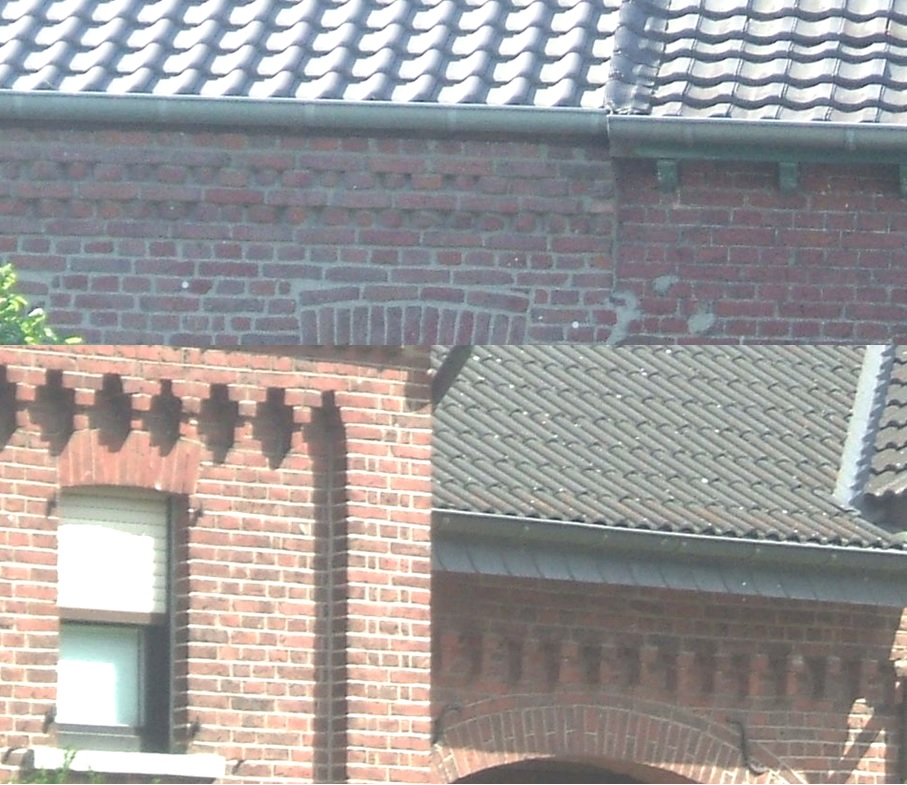
Historistische Friese (Zahn- und Klötzchenfries – auch deutsches Band genannt) – sieht man – wie an diesen Beispielen – noch an vielen alten Tüschenbroicher Häusern

„Etwa 800 m vom Schloss entfernt liegt der Ort Tüschenbroich, der als zum Schloss gehörig in älterer Zeit wohl nur von den Hörigen desselben bewohnt wurde. Heute zählt der Ort 197 männliche, 202 weibliche, zusammen 399 Einwohner in 83 Haushaltungen, die fast nur Landwirtschaft betreiben. Es sind 81 bewohnte und 5 unbewohnte Wohnhäuser vorhanden. Mitten im Ort treten zahlreiche kleine Quellen zu Tage. Im Jahre 1819 wurde ein Haus, welches zum Schulzimmer und Wohnung für den Lehrer dient, angekauft. Die Kosten wurden von den Einwohnern aufgebracht. Schon 1837 musste unter Beibehaltung und Reparatur der Lehrer-Wohnung ein neues Schulhaus gebaut werden. Die Kosten betrugen 798 Thlr., 23 Sgr., 6 Pfg., welche aus dem Erlös des verkauften Dykerheide-Tüschenbroischer-Bruche und Driesches mit 453 Thlr., 29 Sgr., 8 Pfg., der Rest durch Umlage gedeckt wurden.
1841 wird ein Brandspritzenhaus nebst Latrine erbaut; Kosten 168 Thlr., 16 Sgr.
1860 erfolgt die Melioration des Bruches in Tüschenbroich, wozu die Staatsregierung eine Beihilfe von 100 Thlr. bewilligte.
1863 wurde ein neues Schulgebäude errichtet. Die Kosten dafür betrugen 1975 Thlr. Das Gebäude wurde im Januar 1865 in Benutzung genommen.
1868 wurden neue Latrinen angebaut. Die Kosten hierfür waren 220 Thlr.
1877 wurde die alte Schulwohnung in baulichen Zustand gebracht, Kosten 345 Thlr.
1904 eine zweite Schulklasse eingerichtet.
Wegen des weiten Weges zur Pfarrkirche erbauten die Einwohner aus freiwilligen Gaben 1865 eine Kapelle und zwar verpflichtete sich jeder Einwohner daselbst von jedem Thlr. Staatseinkommensteuer 100 Thlr. zu zahlen, das sind 10000 %. Die Baukosten betrugen 3200 Thlr. Die Bestrebungen auf Errichtung eines eigenen Pfarrsystems blieben damals erfolglos. 1899 wurde eine Wohnung für einen besonderen Geistlichen erbaut und ein solcher in der Person des Rektors Cordewener ernannt. Diesem folgte der Rektor Hetzer von 1901 bis 2. Januar 1906 und danach der Rektor Aretz.
Nachdem im Jahre 1904 aus den Orten Tüschenbroich, Geneiken, Genfeld, Broich und Brunbeck unter Abtrennung von Wegberg eine selbständige Kapellengemeinde mit eigener Vermögensverwaltung gebildet worden war, erfolgte am 1. Oktober 1907 die Erhebung dieser Kapellengemeinde zur Pfarre. Zur Erreichung dieses Zieles hatten die Einwohner wiederum große Geldopfer bringen müssen. So zahlten sie z. B. freiwillig zur Errichtung des vorgeschriebenen Pfarrfonds für jede Mk. veranlagter Staatseinkommensteuer 20 Mk. zu diesem Zwecke = also 2000%.
Am 12. Dezember 1907 wurde der bisherige Rektor Franz Aretz als erster Pfarrer in sein Amt eingeführt.
Nun plante man eine Vergrößerung oder Neubau der zu klein gewordenen Kirche. 1907 wurde auch ein besonderer Friedhof für die Pfarre von der Gemeinde angelegt.“

Mitte des 19. Jahrhunderts wurde an den Karnevalstagen in Tüschenbroich – wie im Übrigen in vielen Orten des Erkelenzer Landes – Theater gespielt (Liebhabertheater). So spielte der Tüschenbroicher Gesangverein schon 1856 ein Stück des komischklassischen Repertoires: Molières George Dandin.
Nach dem „Einwohner-Adreßbuch für die Kreise Geilenkirchen-Heinsberg und Erkelenz“ von 1935 hatte Tüschenbroich 1935 394 Einwohner; in diesem Adressbuch werden darüber hinaus als Pfarrer der kathol. Pfarrgemeinde Josef Herkenrath, als Rendant Johann Gisbertz und als Leiter der kathol. Volksschule in Tüschenbroich Heinrich Lennartz genannt. Des Weiteren gab es 1935 in Tüschenbroich eine Poststelle, einen Turnverein unter der Leitung von Hermann Königs, eine Jungfrauenkongreation unter Leitung von Pfarrer Herkenrath und die heute noch bestehende St.-Lambertus-Bruderschaft unter der Leitung von Wilhelm Lennartz. In diesem Adressbuch sind schließlich alle erwachsenen bzw. berufstätigen Einwohner Tüschenbroichs (Stand 1935) mit Berufsangaben und genauer Adresse aufgeführt (so sieht man u. a., dass es damals viele selbstständige Dienstleister im Dorf gegeben hat – z. B. Frisör, Anstreicher, Schneider, Gärtner, Bäcker etc.).

### Ortsname
Im Ortsnamen ist die Präposition tuschen (= zwischen, mitten darin) enthalten. Das Wort -broich bedeutet Bruch (=Moor, Sumpf) und wird mit langem „O“ gesprochen: [ˈbʁoːχ] (Dehnungs-i). Der Name wird verständlich, wenn man die topographische Lage (siehe oben) bedenkt.

### Religion

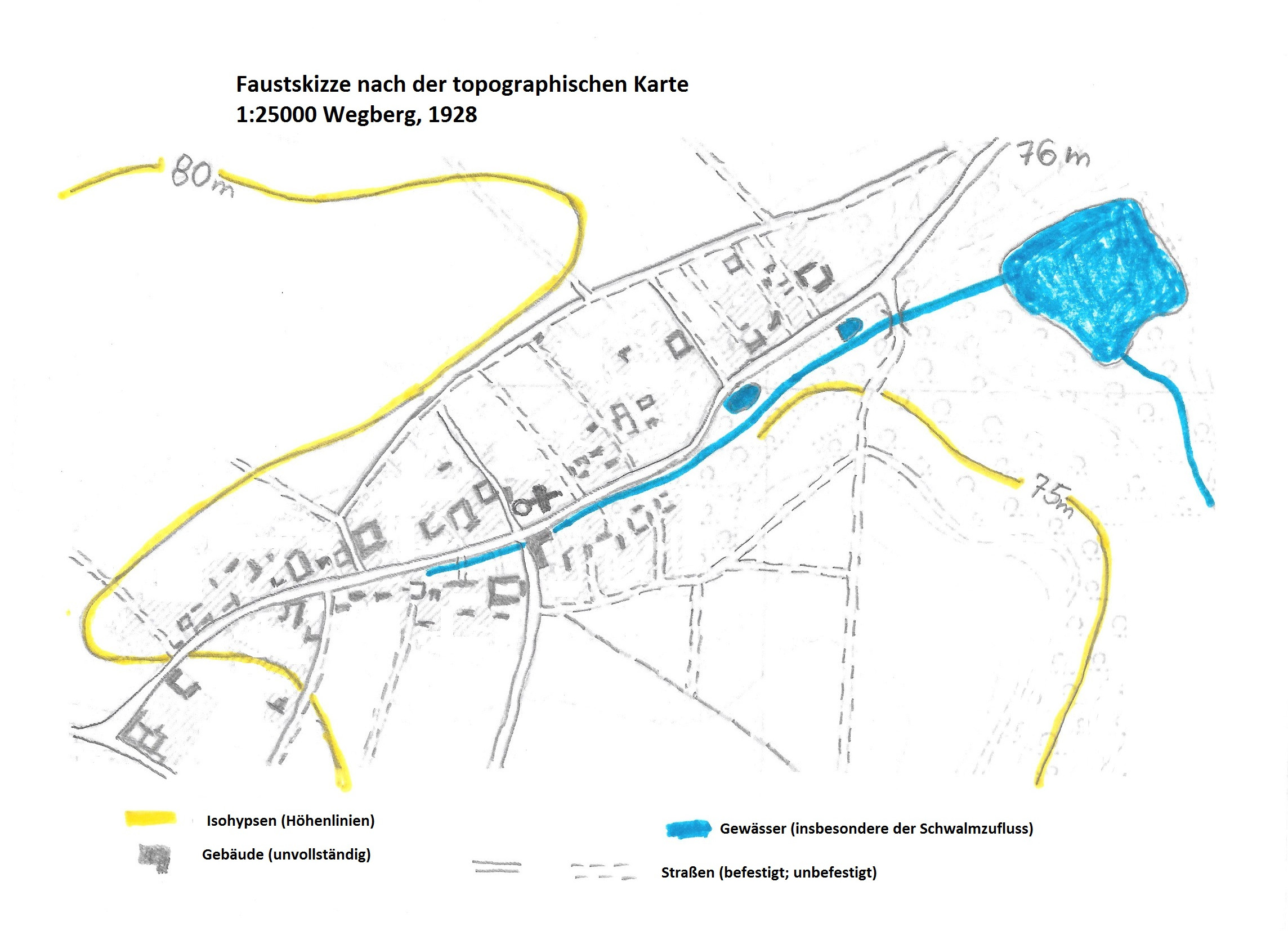
Faustskizze Tüschenbroichs 1928

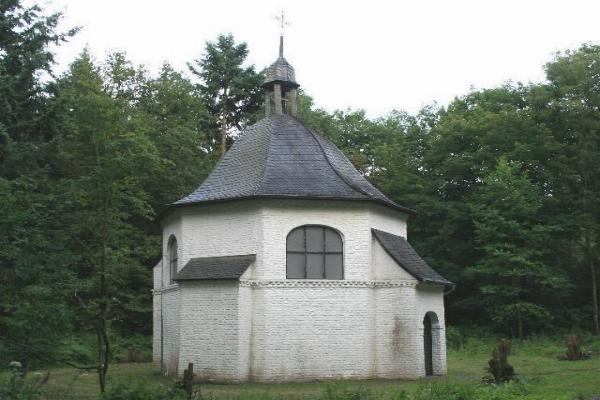
Ulrichskapelle in Tüschenbroich

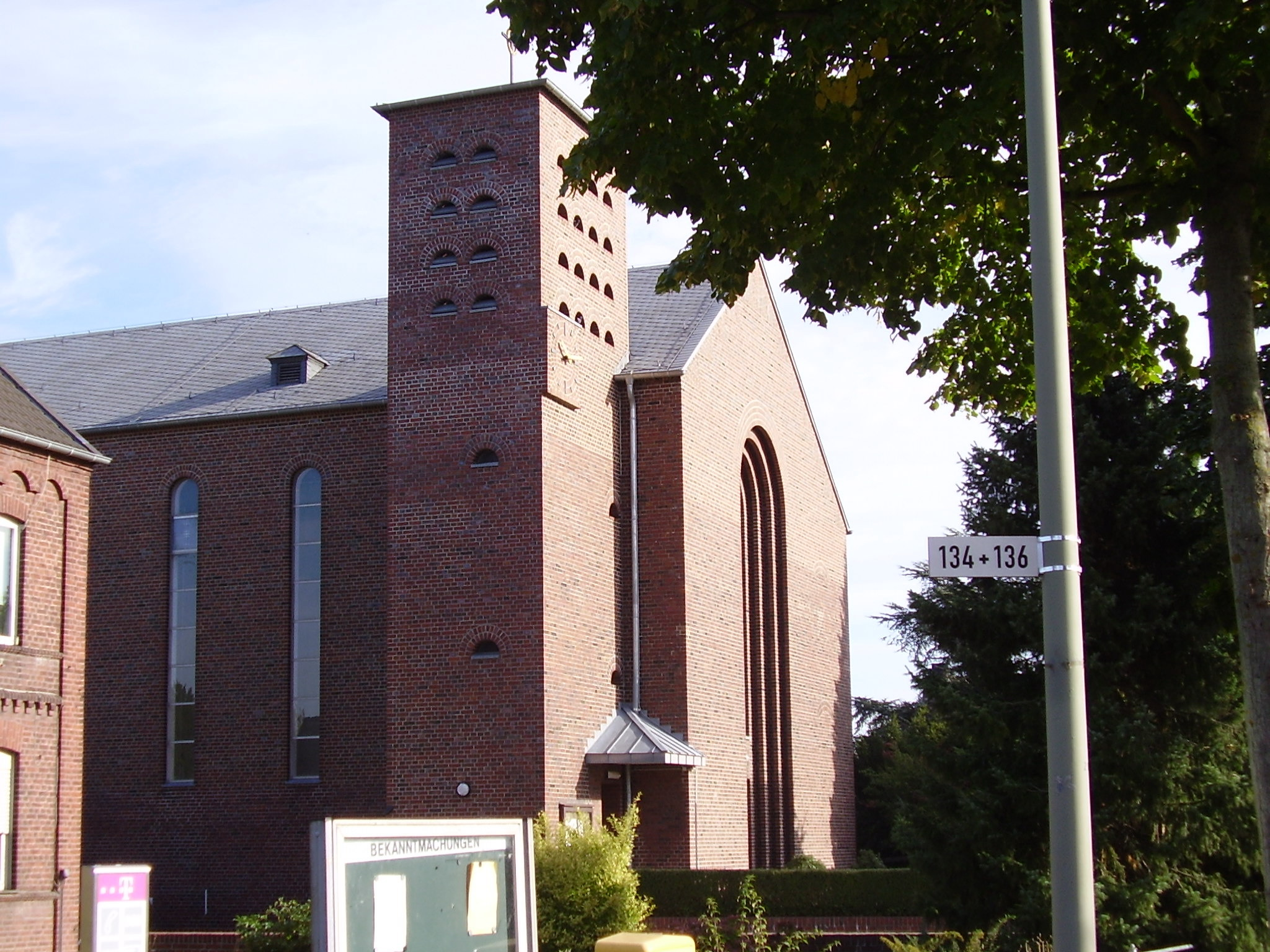
Katholische Kirche in Tüschenbroich

Die Bevölkerung ist mehrheitlich katholisch.
Tüschenbroich gehörte jahrhundertelang zur Pfarre Wegberg. Erst 1907 wurde es eine eigenständige Pfarre, in diesem Jahr wurde auch der Friedhof angelegt. Am 20. November 1932 erfolgte die Einsegnung der heutigen katholischen Kirche (Heilig-Geist-Kirche), die architektonisch in einem modernen, sachlichen Stil („Neues Bauen“) vom Architekten Hans Peter Fischer aus Köln geplant wurde. Die geplante und 1964 auch genehmigte Erhöhung des niedrigen Glockenturmes wurde nie realisiert – sie sollte gewährleisten, dass man auch in den zur Pfarre gehörenden Ortschaften Geneiken und Brunbeck die Glocken hören kann.
Der fast an der gleichen Stelle stehende Vorgängerbau von 1863 wurde im Frühjahr 1933 abgerissen. Dieser stand quer zur heutigen Kirche zwischen der Straße und dem Haupteingang, was man u. a. in der topographischen Karte Wegberg von 1928 erkennen kann – vgl. auch die Faustskizze der topographischen Karte von 1928 auf dieser Seite. Dessen Steine wurden teilweise zum Aufbau der kleinen Kapelle am Ende des Dorfes verwendet. Die protestantischen Bewohner Tüschenbroichs gehören zur Evangelischen Kirchengemeinde Wegberg.

## Verkehr
Die AVV-Buslinie 418 der WestVerkehr verbindet Tüschenbroich an Schultagen mit Erkelenz und Wegberg. Abends und am Wochenende kann der MultiBus angefordert werden.
| Linie | Verlauf |
| ----- | --- |
| 418   | Erkelenz Bf (– Erkelenz ZOB) (→ Kehrbusch → Isengraben → Flassenberg) / (← Isengraben ← Kehrbusch) – Grambusch – Schwanenberg – Geneiken – (Wildenrath Gewerbegebiet –) Tüschenbroich – Watern – Wegberg Busbf (– Wegberg Bf – Harbeck – Merbeck – Venn – Tetelrath – Silverbeek – Niederkrüchten) |

## Kultur

### Sehenswürdigkeiten
- Schloss Tüschenbroich als Denkmal Nr. 118
- Motte Tüschenbroich im Tüschenbroicher Weiher
- Gaststätte und ehem. Mühle als Denkmal Nr. 119
- Ölmühle am Tüschenbroicher Weiher als Denkmal Nr. 120
- Barocke Ulrichskapelle im Tüschenbroicher Wald aus dem Jahr 1640 als Denkmal Nr. 117
- Hofanlage, In Tüschenbroich 39 als Denkmal Nr. 121
- Hofanlage, In Tüschenbroich 41 als Denkmal Nr. 122
- Sportplatz Tüschenbroich
- Katholische Pfarrkirche „Heilig Geist“
- Kriegerdenkmal

### Vereine
- Schieß-Sport-Verein Tüschenbroich 1972 e. V.
- Skatfreunde Tüschenbroich 1989 e. V.
- St. Lambertus-Schützenbruderschaft Tüschenbroich 1908 e. V.
- Freiwillige Feuerwehr Wegberg, Löschgruppe Tüschenbroich

### Regelmäßige Veranstaltungen
- Vogelschuss am Pfingstsonntag
- Schützenfest am 3. Sonntag im August
- Fußball-Dorfmeisterschaft
- Offene Jahreswertung der Skatfreunde Tüschenbroich 1989 e. V.
- Adventsfeier am 2. Adventsonntag in der Schützenhalle

### Freizeit
- Minigolfanlage und Kahnverleih am Tüschenbroicher Weiher.
- Premium-Spazierwanderweg Tüschenbroicher-Runde[22] des Naturparks Schwalm-Nette

## Infrastruktur
- Pfarrheim
- Kleinkaliber- und Luftgewehrschießsportanlage
- Feuerwehrhaus